# 盘古王表
盘古王表，记述从盘古王到大禹时代的史表，本刻于四川盐亭天垣盘垭村盘古王表龟碑，相传为大禹在其出生地天垣盘垭村亲立。不过其真实性值得怀疑，没有一本权威正史记载大禹曾经到过四川。清末學者何拔儒為研究權威。